# Памятник женской зенитной батарее
Памятник женской зенитной батарее установлен на месте, где с 1942 по 1944 год располагалась 43-я зенитная Краснознамённая бригада 115 полка. Данная бригада являлась единственной на Ленинградском фронте зенитной батареей, личный состав которой был сформирован из женщин.  Командиром этой батареи был единственный мужчина в её составе Владимир Прозаров.
Всего в составе батарее было 120 человек, батарея могла как вести зенитный огонь, так и работать по наземным целям.
Памятник располагается на пути к «Ленинскому шалашу», в двух километрах западнее города Сестрорецка, в районе Разлива.
Памятник был открыт в 2002 году и спустя десять лет, в 2012 году был занесён к Книгу Памяти под номером 30011. Инициатива установки памятника принадлежит ветеранам Великой Отечественной войны.

## Описание памятника
Памятник представляет собой чёрную памятную стелу, высота которой составляет 50 сантиметров, а ширина — 100 сантиметров. Стела помещена на небольшой постамент также чёрного цвета, который, в свою очередь, размещается на светлой бетонной плите.
На памятнике выгравировано изображение зенитного снаряда, а также белым цветом нанесена надпись:
«Здесь стояла единственная женская 8яя батарея 115-го зенитного артиллерийского полка»
Ниже нанесена надпись золотистым цветом:
«Слава женщинам фронтовикам 1941—1945»